# Benvenuto Campesani
Benvenuto Campesani (Vicenza, 1250/1255 – 1323) è stato un poeta italiano.
Ha composto in particolare «Versi sulla risurrezione di Catullo poeta Veronese».